# بارب وستار يذهبون لزيارة ديل مار (فلم)
بارب وستار يذهبون لزيارة ديل مار (بالإنجليزية: Barb & Star Go to Vista Del Mar) فيلم كوميدي أمريكي 2021 من إخراج جوش جرينباوم، من سيناريو لكريستين ويغ وآني مومولو، التي تلعب دور البطولة أيضًا. تضم قائمة أبطال الفيلم أيضًا جيمي دورنان ودامون وايانز جونيور، وتتبع اثنين من أفضل الأصدقاء من نبراسكا الذين يسافرون إلى فلوريدا في إجازة فقط ليقعوا في حبكة الشرير. كان من المقرر في الأصل تقديم القوس المسرحي لعام 2020، بسبب وباء كوفد 19 دفع بالفيلم لتصدره شركة ليونز جيت عبر «فيديو تحت الطلب» في الولايات المتحدة في في 12 فبراير 2021.

## طاقم التمثيل
كريستين ويج: في دور ستار، وشارون فيشرمان
إليزابيث كيلي: في دور شارون فيشرمان (الصغيرة)
نيفادا رينيه أرنولد: صياد يبلغ من العمر ثلاث سنوات
آني مومولو: في دور بارب كويك سيلفر
جيمي دورنان: في دور إدغار باجيت
ديمون وايانز جونيور: في دور دارلي بانكل
مايكل هيتشكوك: في دور جاري
كوامي باترسون: في دور جورج النادل
مارك جوناثان ديفيس: في دور ريتشارد تشيز
كارين ماروياما: في دور رسامة الكاريكاتير
جايدي مارتينيز: في دور ماريا مارجوليس
جوش روبرت طومسون: في دور مورغان فريموند
آندي جارسيا: في دور تومي باهاما
ريبا ماكنتاير: في دور تريش
بالاشتراك مع: رين دوي - ويندي ماكليندون كوفي - فانيسا باير - فورتشن فييمستر - روز عبده - فيليس سميث - توم لينك - هانك روجرسون

## أحداث الفيلم
تقرر بارب، وستار الذهاب في إجازة إلى فيستا ديل مار، بفلوريدا. السيدتان في منتصف العمر، ويقيمون في سوفت روك، نبراسكا. إنهم متخوفون من تجربة شيء جديد. كتبت الصديقتان قصة عن امرأة تُدعى «تريش»، والتي تتحول إلى روحًا مائية. عند وصول بارب، وستار، يجدون أماكن للإقامة في فندق «فيستا ديل مار» الفاخر، ويقررون تجربة العديد من الرحلات، والتجارب المسلية.
تقرر الشريرة الغريبة، شارون فيشرمان، في نفس الوقت، التآمر ضد سكان فيستا ديل مار. كانت شارون قد عاشت هناك عندما كانت طفلة، وبشرتها البيضاء الباهتة وحساسيتها للشمس جعلتها منبوذة وهدفا للتنمر، وهي الآن تخطط لإطلاق البعوض القاتل وقتل الجميع. ترسل شارون مساعدها، إدغار، إلى ديل مار لزرع منارة صاروخ موجه تجذب البعوض بمجرد إطلاقه.
تلتقي بارب، وستار مع إدغار في حانة الفندق، ويبدأن الارتباط به، والاحتفال به، وفي صباح اليوم التالي، أدرك إدغار أنه فقد المنارة أثناء الليل، مما أثار حفيظة شارون التي ترسل عميلاً آخر، دارلي بانكل، لإعطاء إدغار منارة أخرى والتجسس عليه. يدرك إدغار أن شارون كذبت عليه بشأن بارب، وستار، وأنها لم تحبه أبدًا، وكانت تعده للموت. يكشف إدغار الحقيقة لستار، وبارب، ويساعدهم في تحديد موقع منارة التوجيه. تصل شارون إلى الشاطئ، وتدرك ستار أن عداء شارون ولد من طفولتها التي تعرضت للتنمر، وانها لم تختبر صداقة حقيقية من قبل. وتعرض ستار أن تكون صديقة شارون، شأنها في ذلك شأن السكان الآخرين، وينتهي الفيلم بتصالح الجميع.

## الإنتاج والإصدار
أعلن عن الفيلم رسميًا في أبريل 2019، بعد أن كان قيد الإنتاج لعدة سنوات، مع آني مومولو، وكريستين ويج، للتأليف، والمشاركة في كتابة السيناريو، وتم تعيينهم للعب الشخصيات الأساسية، وجوش جرينباوم للإخراج. انضم جيمي دورنان إلى فريق عمل الفيلم في يونيو 2019، وفي يوليو 2019، أعلن عن انضمام ويندي ماكليندون كوفي، ودامون وايانز جونيور أيضًا.
بدأ التصوير الرئيسي في يوليو 2019. كان من المفترض في البداية أن يتم الإنتاج في أتلانتا، جورجيا، ولكن تم نقله إلى كانكون، المكسيك، بويرتو فالارتا، المكسيك، وألبوكيرك، نيو مكسيكو.
كان من المقرر إصدار الفيلم إلى دور العرض في 31 يوليو 2020، ولكنه تأجل إلى 16 يوليو 2021 بسبب جائحة كوفد 19. أعلنت شركة ليونز جيت في 11 يناير 2021، انها تلغي الإصدار إلى دور العرض، وبدلاً من ذلك افتتحت الفيلم عبر «فيديو تحت الطلب VOD» في 12 فبراير 2021.

## استقبال الفيلم
منح موقع الطماطم الفاسدة الفيلم تقييماً مقداره 80% بناءاً على آراء 158 ناقداً سينمائياً، وكتب لإجماع نقاد الموقع: «مشرق، وملون، وسخيف بلا خجل. الفيلم يؤكد مجددًا أن آني مومولو، وكريستين ويج لا يزالان ممتعين، ومضحكين أكثر من أي وقت مضى».
منح موقع ميتاكريتيك الفيلم تقييماً مقداره 64% بناءاً على آراء 30 ناقداً سينمائياً.
أشاد بعض النقاد بأداء جيمي دورنان الكوميدي وغنائه، وقال العديد منهم إنه كان من أبرز معالم الفيلم.
صنفت صحيفة هوليوود ريبورتر الفيلم ضمن أفضل أفلام عام 2021 حتى أوائل يوليو 2021

## ترشيحات
جوائز جمعية بروين السينمائية 2021: ترشح لجائزة أفضل أغنية فيلم.
جوائز نقابة مصممي الأزياء 2021: ترشح لجائزة التميز في الفيلم المعاصر.
جوائز أفلام وتلفزيون (MTV) 2021: ترشح لجائزة أفضل ثنائي كريستين ويج، وآني مومولو.

## روابط خارجية
- بارب وستار يذهبون لزيارة ديل مار على موقع IMDb (الإنجليزية)
- بارب وستار يذهبون لزيارة ديل مار على موقع روتن توميتوز (الإنجليزية)
- بارب وستار يذهبون لزيارة ديل مار على موقع ألو سيني (الفرنسية)
- بارب وستار يذهبون لزيارة ديل مار على موقع بوكس أوفيس موجو (الإنجليزية)
- بارب وستار يذهبون لزيارة ديل مار على موقع فيلمافينيتي (الإسبانية)
- بارب وستار يذهبون لزيارة ديل مار على موقع قاعدة بيانات الفيلم (الإنجليزية)
- بارب وستار يذهبون لزيارة ديل مار على موقع ليتربوكسد (الإنجليزية)
- بارب وستار يذهبون لزيارة ديل مار على موقع كينوبويسك (الروسية)